# Aline et Valcour, ou le roman philosophique
Aline et Valcour, ou le roman philosophique is een briefroman van de markies de Sade. Het speelt zich af in het brute Afrikaanse koninkrijk Butua, met een paradijselijk eiland in de Stille Zuidzee, bekend als Tamoé en geleid door de filosofische koning Zamé.
De Sade schreef het boek terwijl hij opgesloten zat in de Bastille in de jaren 1780. Gepubliceerd in 1795, het was de eerste van De Sade's boeken die onder zijn echte naam werden gepubliceerd.
Het boek is vertaald in het Engels, Duits, Spaans en Japans.